# Palais de Mysore
Le palais de Mysore (kannada : ಮೈಸೂರು ಅರಮನೆ; Maisūru aramane), autrement connu comme le palais d'Ambavilas (kannada : ಅಂಬಾ ವಿಲಾಸ್ ಅರಮನೆ; Ambā vilās aramane) est un palais historique et une résidence royale situé à Mysore dans l'état du Karnataka en Inde. C'est la résidence officielle de la dynastie des Wodeyar et le siège du royaume de Mysore.  
Le palais se trouve au centre de Mysore et fait face aux collines de Chamundi vers l'est, d'où l'on peut le contempler. Le terrain sur lequel se dresse aujourd'hui le palais était à l'origine connu sous le nom de puragiri (littéralement, citadelle) et est maintenant connu sous le nom de Vieux Fort. 
C'est le premier raja de Mysore, Vijayaraja Wodeyar (1371-1423) qui a fait construire ce premier palais à l'intérieur du Vieux Fort au XIVe siècle. Ce palais en bois a par la suite été démoli et reconstruit plusieurs fois. Le monument actuel a été édifié, après l'incendie en 1896 du Vieux Palais, entre 1897 et 1912 par l'architecte Henry Irwin (en).
Le palais de Mysore est aujourd'hui l'une des plus célèbres attractions touristiques en Inde, après le Taj Mahal, avec plus de 6 millions de visiteurs annuels.
L'illumination du Palais a lieu le dimanche et tous les jours fériés entre 19 h et 19 h 45 et tous les soirs pendant les dix jours de la fête de Navratri.

## Histoire
Le palais précédent, aujourd'hui connu sous le nom de vieux palais ou palais de bois, a été réduit en cendres lors des festivités de Dasara de 1896. Le Maharaja Krishnarâja IV et sa mère la Maharani Kempananjammanni Devi, chargent alors l'architecte britannique Henry Irwin de construire un nouveau palais. Pendant la construction, la famille royale habita dans le proche Palais Jaganmohan (en).
La construction a été supervisée par l'ingénieur B. P. Raghavulu Naidu qui avait mené des études architecturales complexes lors de travaux à Delhi, Madras et Calcutta, études qui servirent à la planification de l'édification du nouveau palais. 
La construction a coûté 4 147 913 roupies (environ 4 millions de dollars) et a été achevée en 1912,.
Le palais a été agrandi vers 1930 (y compris par l'ajout de l'aile actuelle du Durbar Hall) sous le règne du Maharaja (puis gouverneur) de l'État de Mysore, Jayachamorâjendra Wodeyâr. Bien que la construction ait été achevée en 1912, le fort a continué à être embelli et ses habitants ont été lentement déplacés vers les nouvelles extensions construites dans le palais.

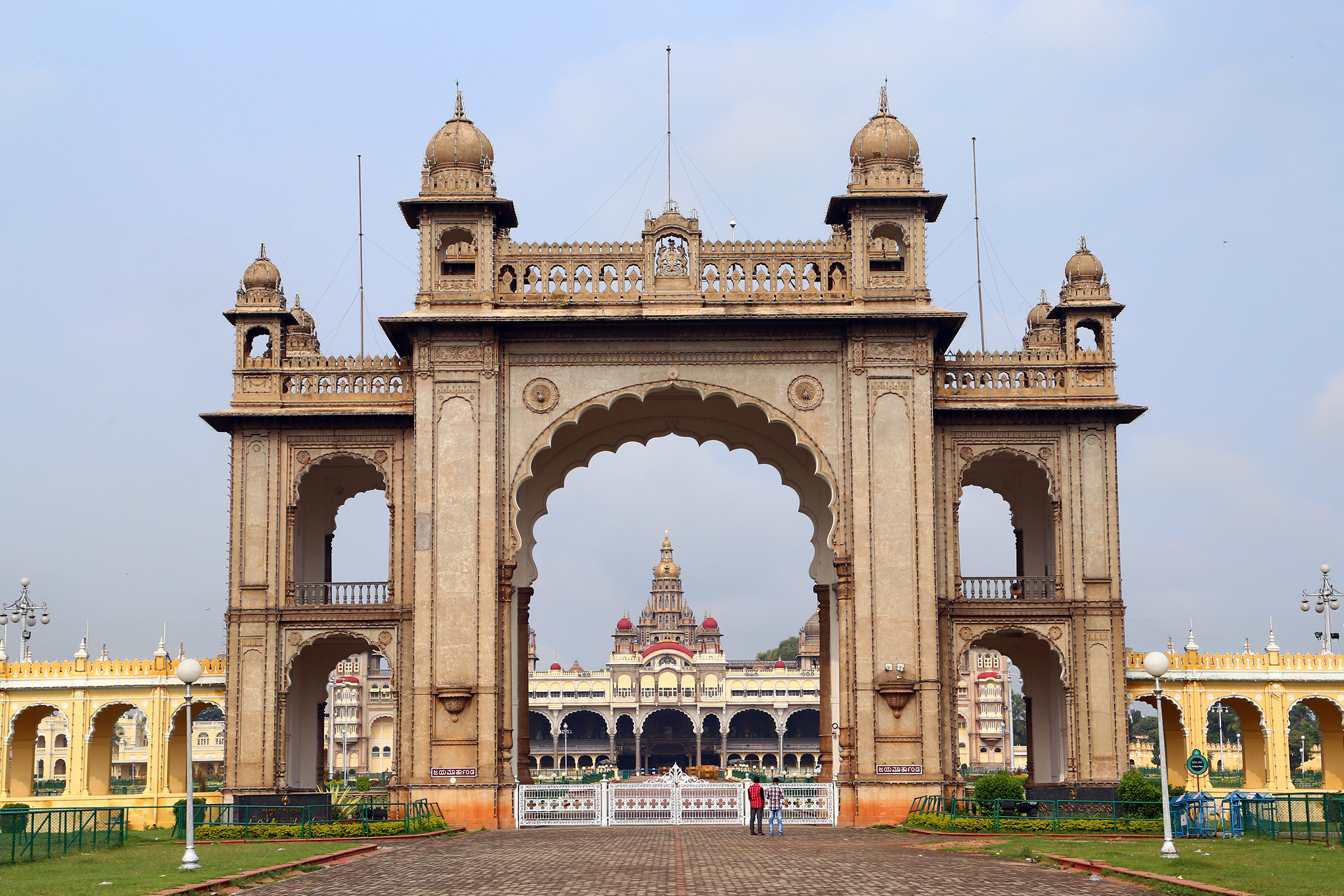
L'entrée principale du palais

## Description

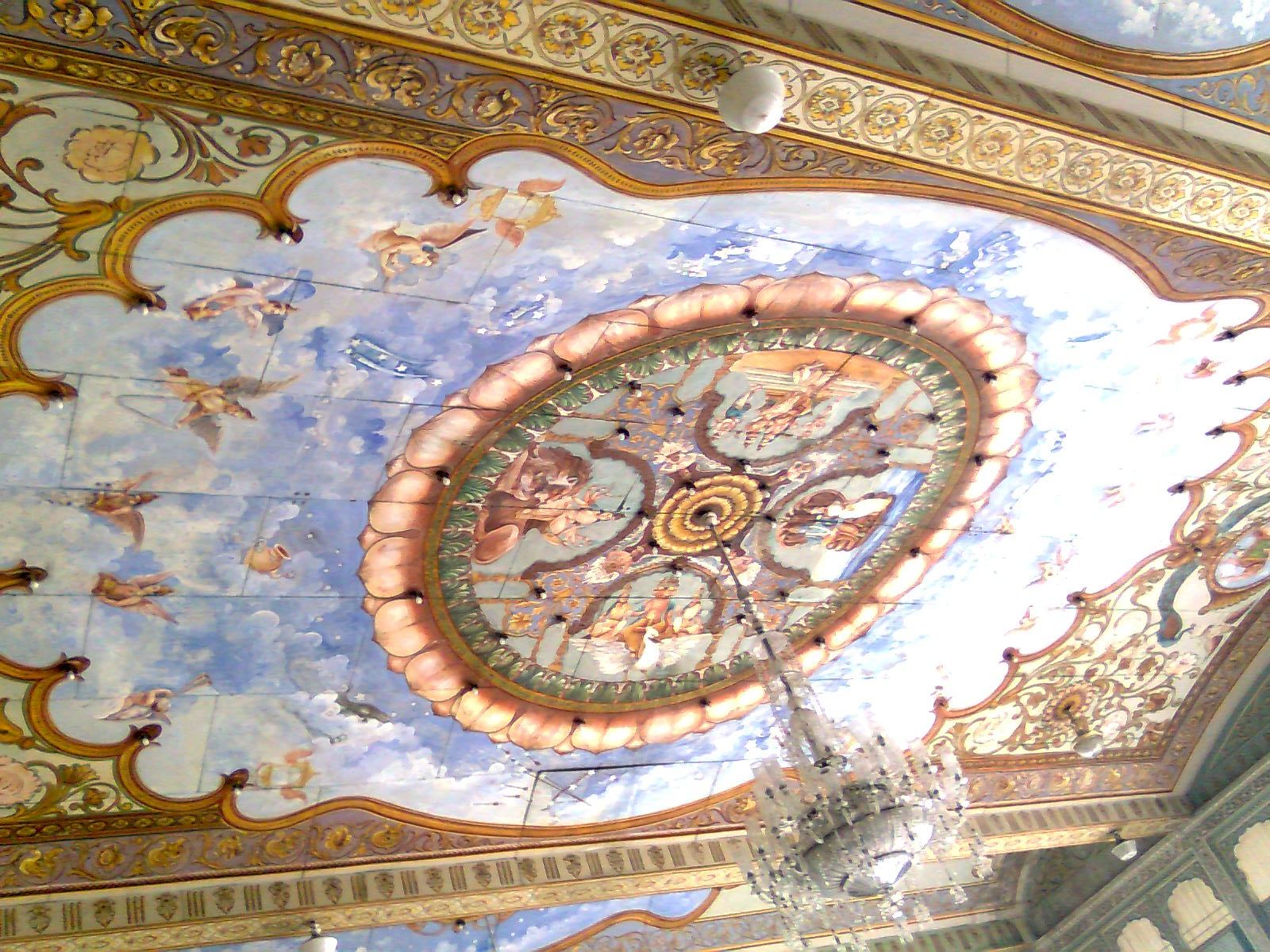
Peinture du plafond

Le style architectural des coupoles du palais est un mélange des styles des architectures indienne, islamique, moghole et néo-gothique. 
Le bâtiment principal mesure 75 m par 48 m. Il s'agit d'une structure de pierre de trois étages avec des coupoles de marbre et une tour de cinq étages de 44 m de haut. Le palais est entouré d'un grand jardin. Le porche de l'entrée principale porte l'emblème et les armoiries du royaume de Mysore, autour desquels est inscrite la devise du royaume en sanskrit : « न न बिभॆति कदाचन ». (jamais terrifié).
Le palais a trois entrées : la porte Est (la porte d'entrée, ouverte seulement pendant la fête de Navratri et pour les dignitaires), l'entrée Sud (pour le public) et l'entrée Ouest (généralement ouverte seulement pendant Navratri). De plus, il y a de nombreux tunnels qui mènent depuis les sous-sols à Srirangapatna, à d'autres palais et à des endroits secrets. 
Le bâtiment en pierre de trois étages en granit gris fin avec des coupoles en marbre rose foncé a une façade avec plusieurs arcs larges et deux plus petits qui flanquent l'arc central, soutenu par de hauts piliers. Au-dessus de l'arche centrale se trouve une sculpture de Lakshmi, la déesse de la richesse, de la prospérité, de la fortune et de l'abondance avec ses éléphants. 
Il y a trois grands temples à l'intérieur du Vieux Fort et environ 18 sanctuaires à l'intérieur du bâtiment au cœur du palais. Le palais a été construit à côté d'un monastère médiéval encore plus ancien le Parakala Matha (en), dont les dignitaires sont restés les gurus des rois de Mysore. Ceux-ci étaient de tous temps des dévots de la déesse Chamundi, d'où l'exposition du palais tourné vers les collines de Chamundi.
Le palais abrite deux salles d'audience de la cour royale et un ensemble de cours, de jardins et d'annexes.

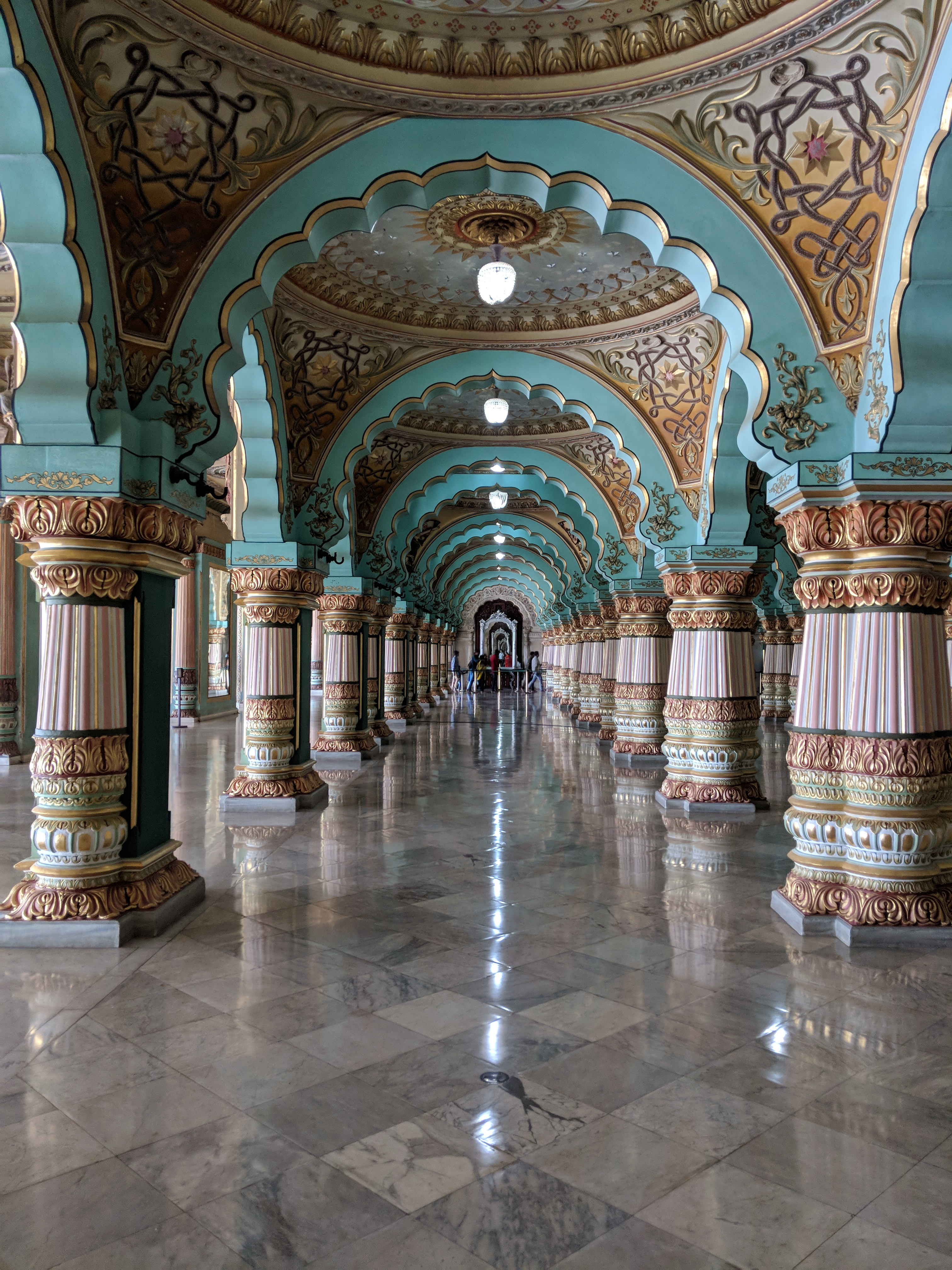
Salle d'audience

## Salles remarquables

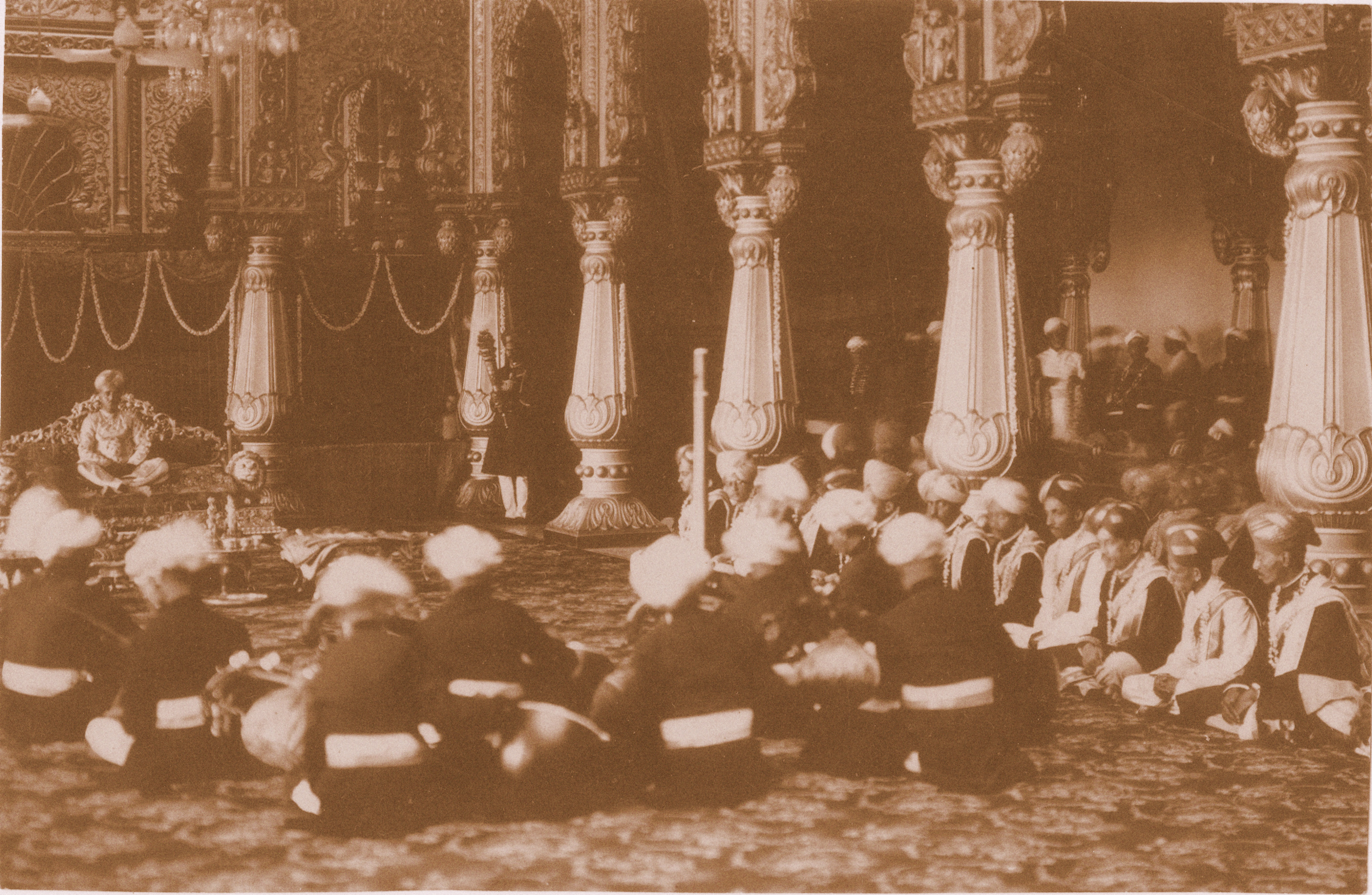
Un concert à l'intérieur du palais

### Salle du trône
Le trône d'or était le trône royal des souverains du royaume de Mysore. C'est l'une des principales attractions du palais. Il n'est présenté au public que pendant les festivités de Navratri. Le reste du temps, il est démonté et conservé dans les réserves du palais.

### Salle des audiences privées
L'accès à cette salle opulente se fait par une élégante porte en bois de rose incrustée d'ivoire qui donne sur un sanctuaire dédié à Ganesh. La nef centrale de la salle est ornée de colonnes dorées, de vitraux, de grilles décoratives en acier et de lustres à motifs floraux, le sol en mosaïque est orné de pierres semi-précieuses. C'est là que le roi s'entretenait avec ses ministres et recevait les personnes qui méritaient une attention particulière.

### Pavillon de poupées
L'accès au palais se fait par une galerie où sont exposées des poupées traditionnelles du XIXe siècle et du début du XXe siècle. Le pavillon abrite également une belle collection de sculptures et d'objets cérémoniels indiens et européens, dont un palanquin d'éléphant en bois orné de 84 kg d'or.

### La salle des mariages
La salle des mariages Kalyana Mandapa, est un grand pavillon octogonal avec un plafond en verre teinté multicolore, à motifs de paon disposés géométriquement. L'ensemble de la structure a été réalisé à Glasgow, en Écosse.
Le sol présente également une mosaïque de paon, dessinée avec des carreaux d'Angleterre. Des peintures à l'huile illustrant la procession royale et les célébrations du Navratri d'antan sont exposées sur les murs.

### Autres salles
Le palais abrite plusieurs salles importantes. Il s'agit notamment :
- Du Diwan-e-aam, un durbar public où le peuple pouvait rencontrer le roi aux heures prévues, pour présenter des pétitions.
- De l'armurerie où sont exposées des armes utilisées par les membres de la famille royale; des lances, des couteaux et d'autres armes du XIVe siècle, ainsi que celles utilisées au début du XXe siècle , comme les pistolets.

## Les temples

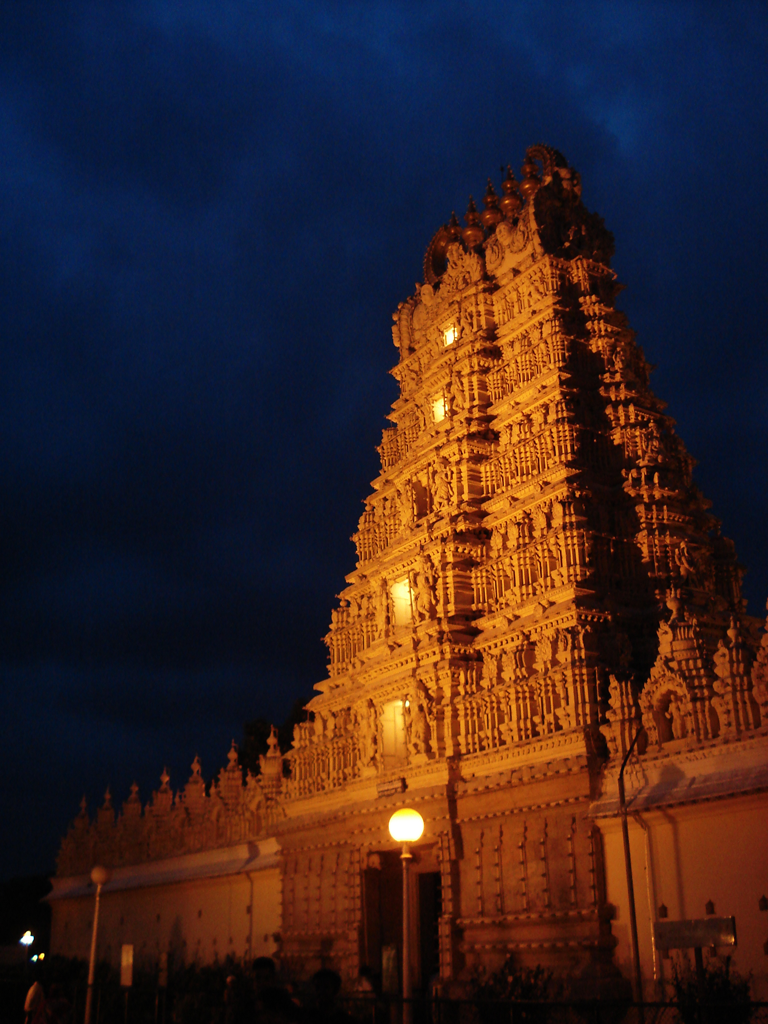
Temple Shveta Varaha Swami dans le complexe du palais.

Le complexe du palais comprend douze grands temples hindous. Le plus ancien a été construit au XIVe siècle, tandis que le plus récent a été construit en 1953. Les temples les plus célèbres sont :
- Temples dédiés à Shiva : Les temples Someshvara, Kodi Someshwaraswami et Sri Trineshwara.
- Temples dédiés à Vishnou : Les temples Lakshmiramana et Shwetha Varahaswamy, dédié à Varahaswamy, une des 10 incarnations de Vishnou
- Le temple Sri Prasanna Krishna Swami, dédié à Krishna.
- Le temple Sri Bhuvaneshwari, dédié à la déesse Bhuvaneshwari.
- Le temple Sri Gayatri, dédié à la déesse Gayatri.

## Acquisition
Actuellement, une grande partie du palais est sous le contrôle du gouvernement du Karnataka grâce à l'adoption de la loi sur l'acquisition du palais de Mysore en 1996 lors des assemblées de l'État. Seule une petite partie du palais, en direction de la Porte Ouest, est la propriété de la famille royale. 
La Haute Cour du Karnataka a d'abord rendu un jugement en faveur du Maharaja Srikantadatta Narasimharaja Wadiyar (en), statuant que le palais appartenait à la famille royale. Toutefois, le gouvernement du Karnataka a fait appel de l'affaire devant la Cour suprême de l'Inde après sa défaite devant la Haute Cour. L'affaire est toujours en cours, mais le Maharaja étant décédé le 10 décembre 2013, c'est désormais son épouse la Maharani Pramoda Devi, qui est la plaignante.

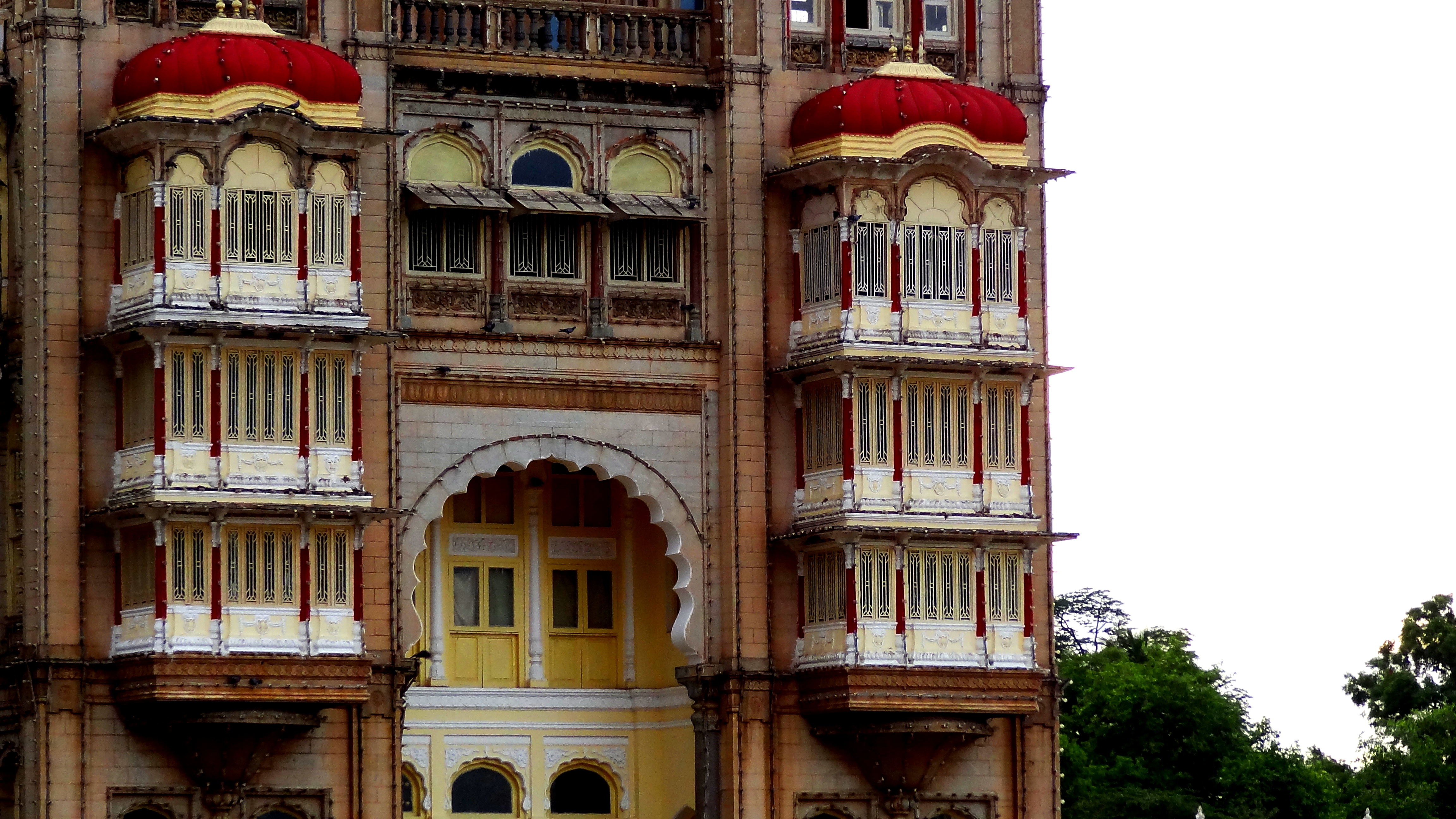
Détail architectural.
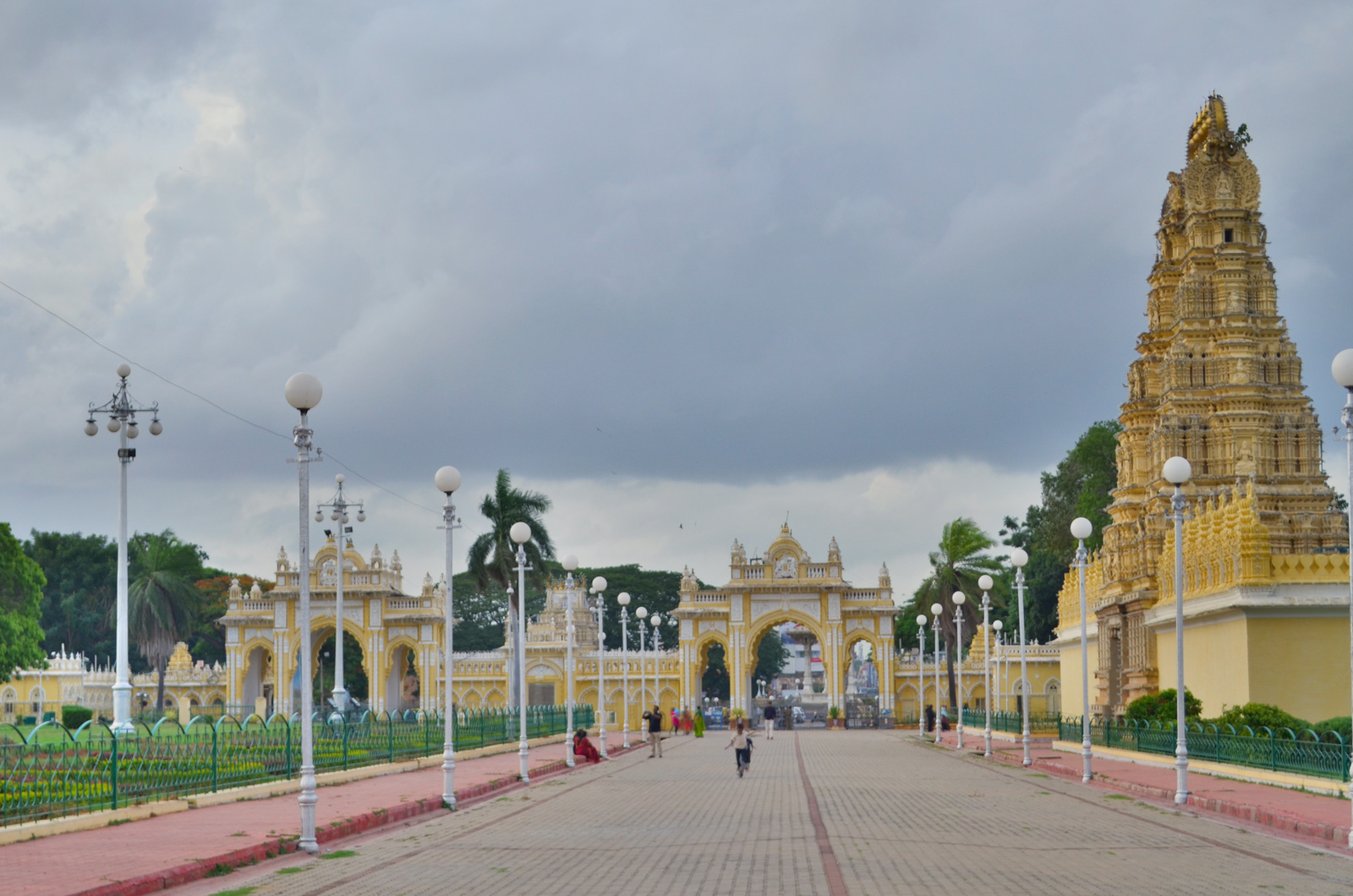
La porte Nord.
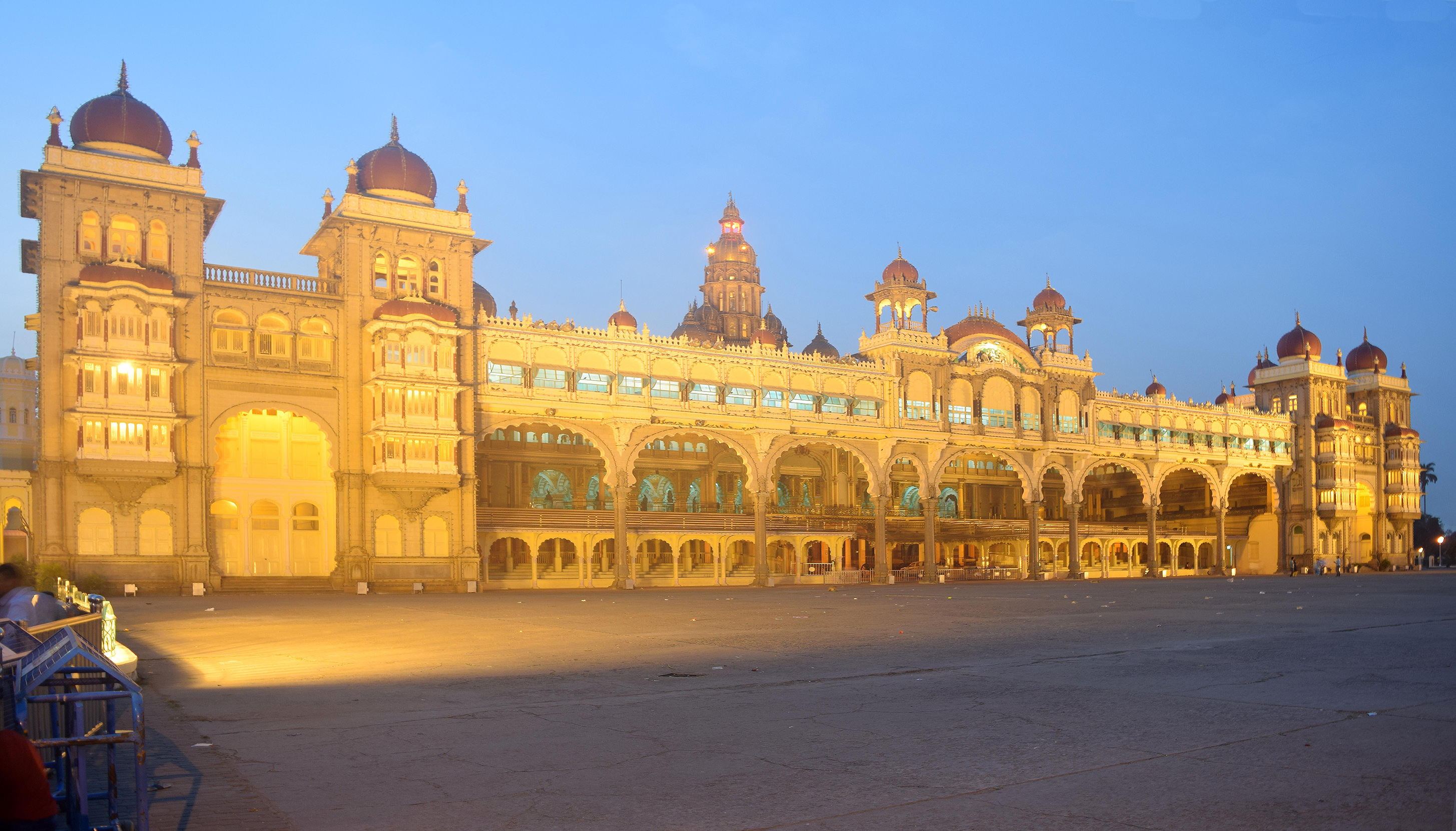
Le palais royal de Mysore.
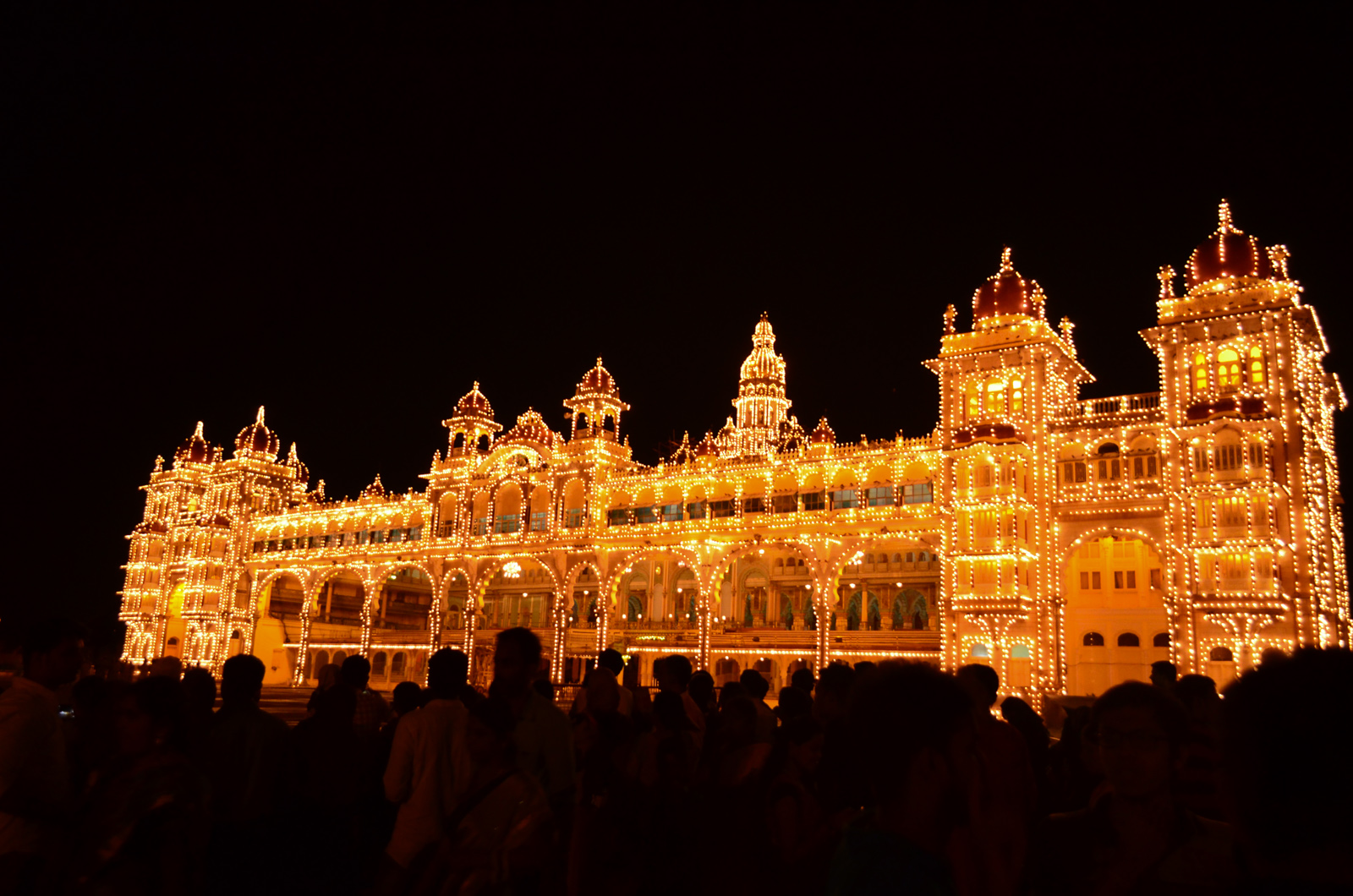
Le palais illuminé.
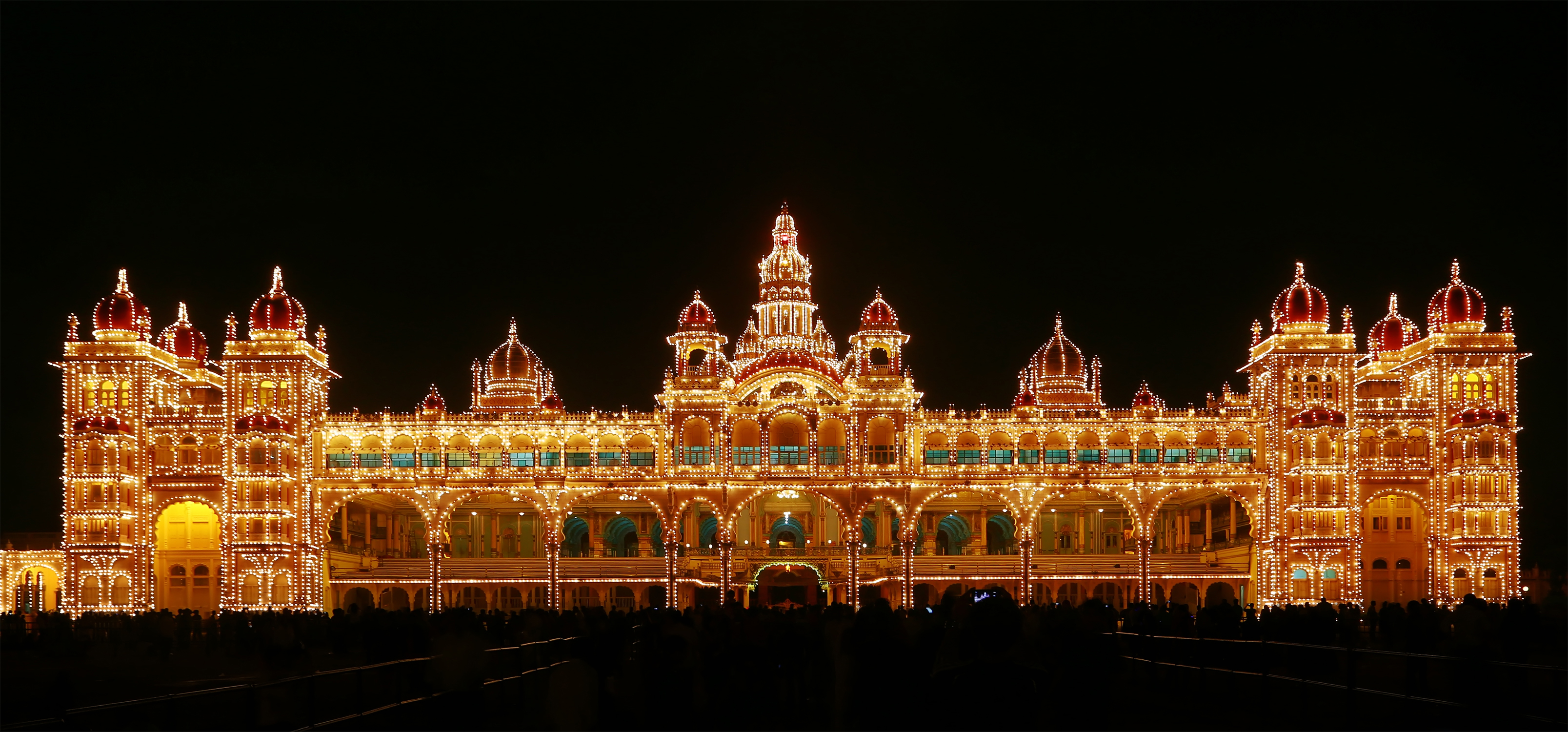
Le palais de nuit.
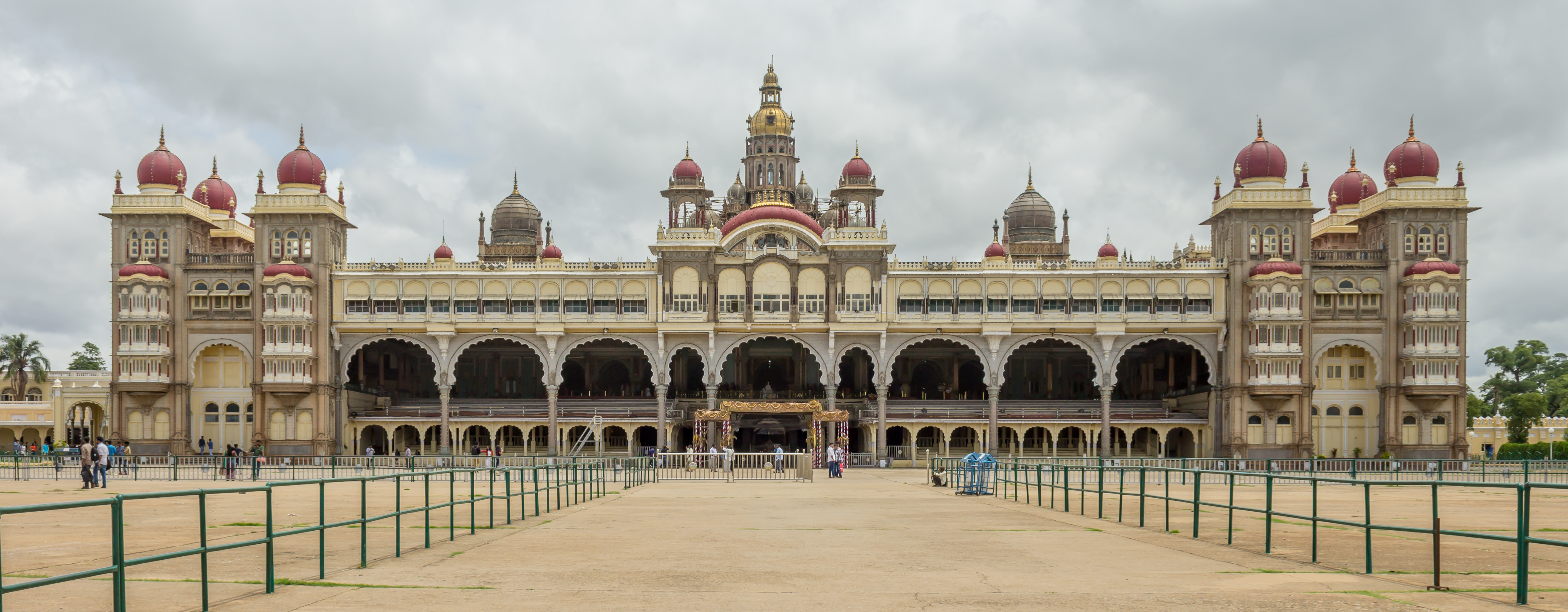
Amba Vilas
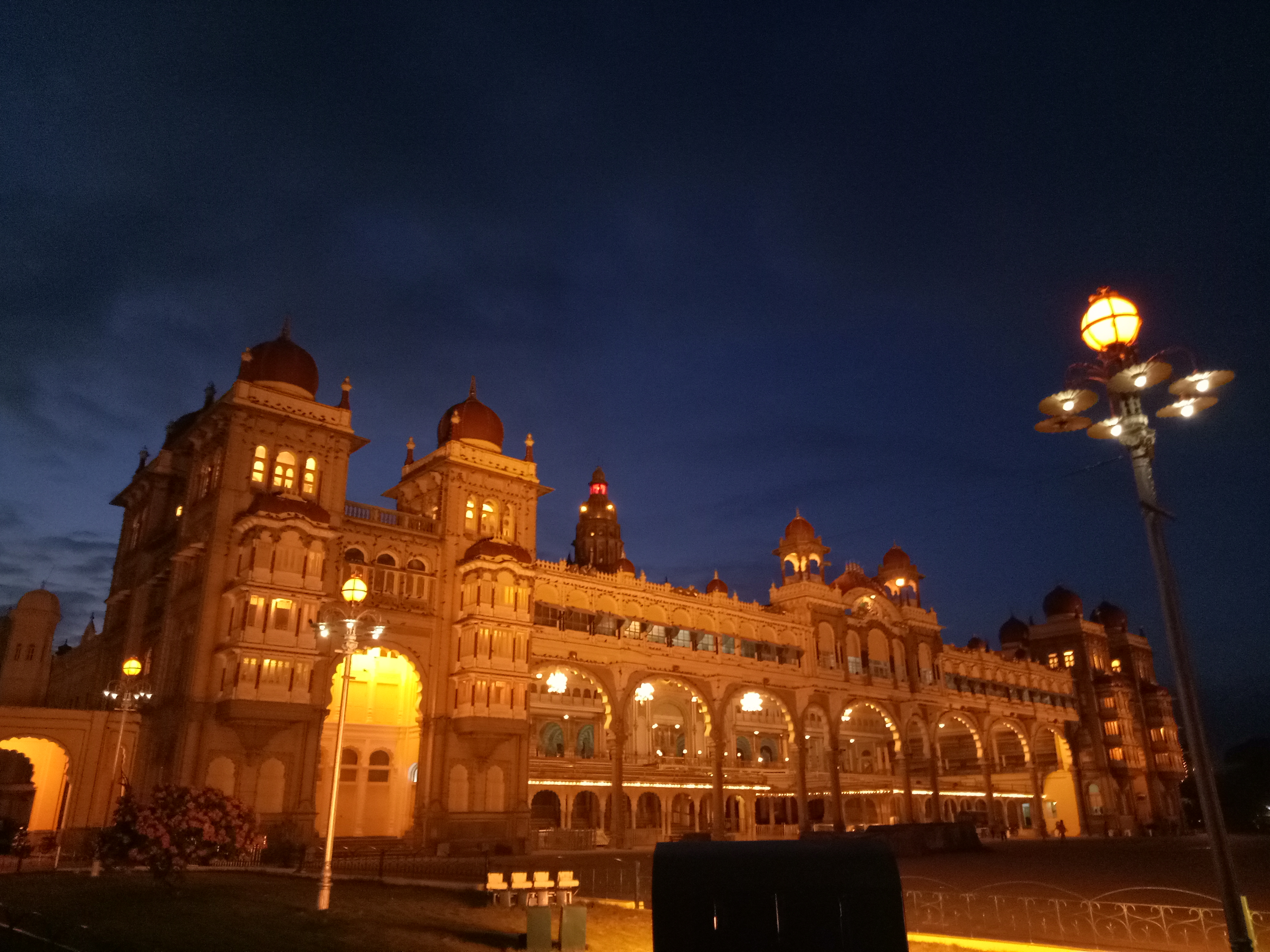
Vue de nuit.